# America Graffiti
America Graffiti è una catena italiana di american diner in franchising, ispirata all'America degli anni cinquanta, che serve prodotti tipici della cucina statunitense e specialità Tex-Mex.

## Storia

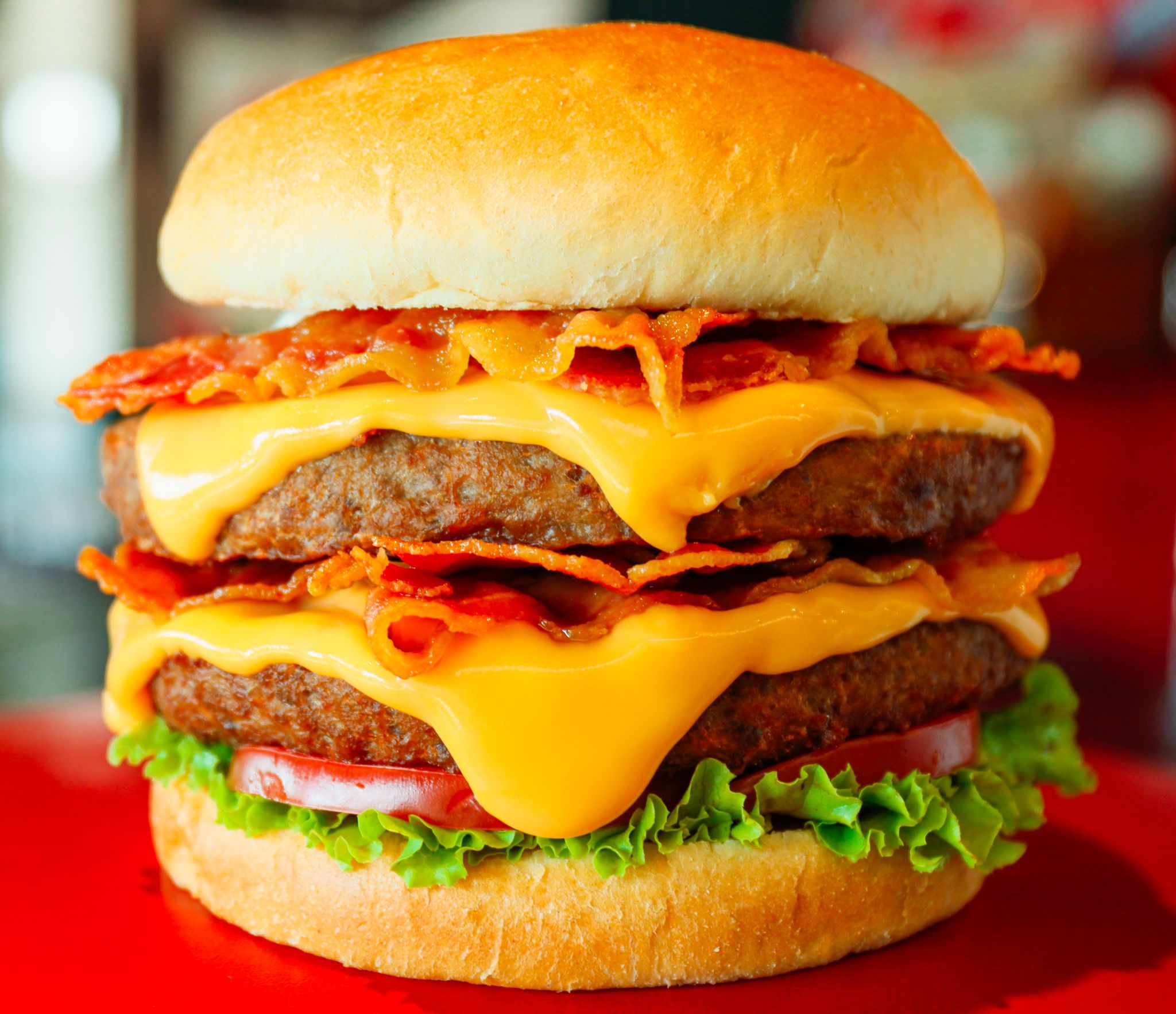
Double Double Burger

I due format principali sono il ristorante con servizio ai tavoli (il primo fu aperto nel 2008 a Forlì) e il fast food declinato all'italiana (prima apertura a Forlimpopoli nel 2010).
Nel maggio 2017 America Graffiti Franchising S.r.l. si è aggiudicata il premio Foodservice Award Italy come "miglior format".
Il 25 ottobre 2017 il gruppo Cigierre - Compagnia Generale Ristorazione SpA, attivo in Italia nel settore della ristorazione servita, raggiunge l'accordo per l'acquisizione della società America Graffiti Franchising S.r.l. L'operazione è stata conclusa a fine 2017.

## Descrizione e prodotti
L'impronta americana è evidente nell'allestimento locali, arredati con targhe automobilistiche, insegne al neon, cartelli, e richiami a pompe di benzina, flipper e juke-box, a marche famose e agli artisti che hanno fatto la storia del cinema e del rock & roll, alle muscle car e ai drive-in; completano il quadro, un pavimento a scacchi bianchi e neri, sedie e divanetti rossi.
Il menù propone la classica carne (grigliata e in varie preparazioni), hamburger e hot dog, finger food, ma anche la pasta, cucinata secondo ricette italoamericane, specialità tex-mex e nachos, piatti unici da brunch, opzioni vegetariane, vegane e senza glutine, e vari dolci tra i quali brownie, cookies, donuts, cheesecake, apple pie.

## Galleria d'immagini

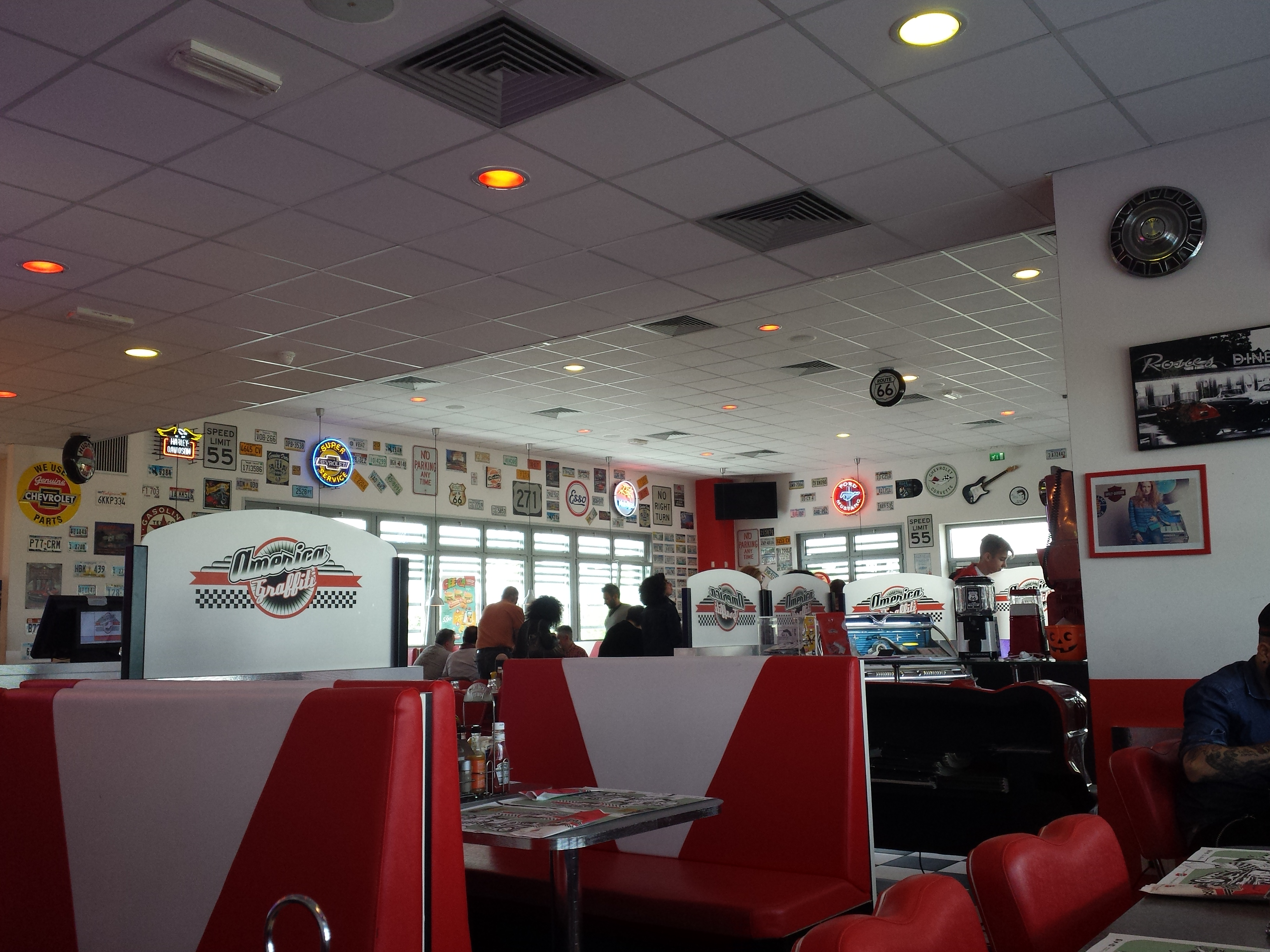
Interno del ristorante di Castelmaggiore, Bologna
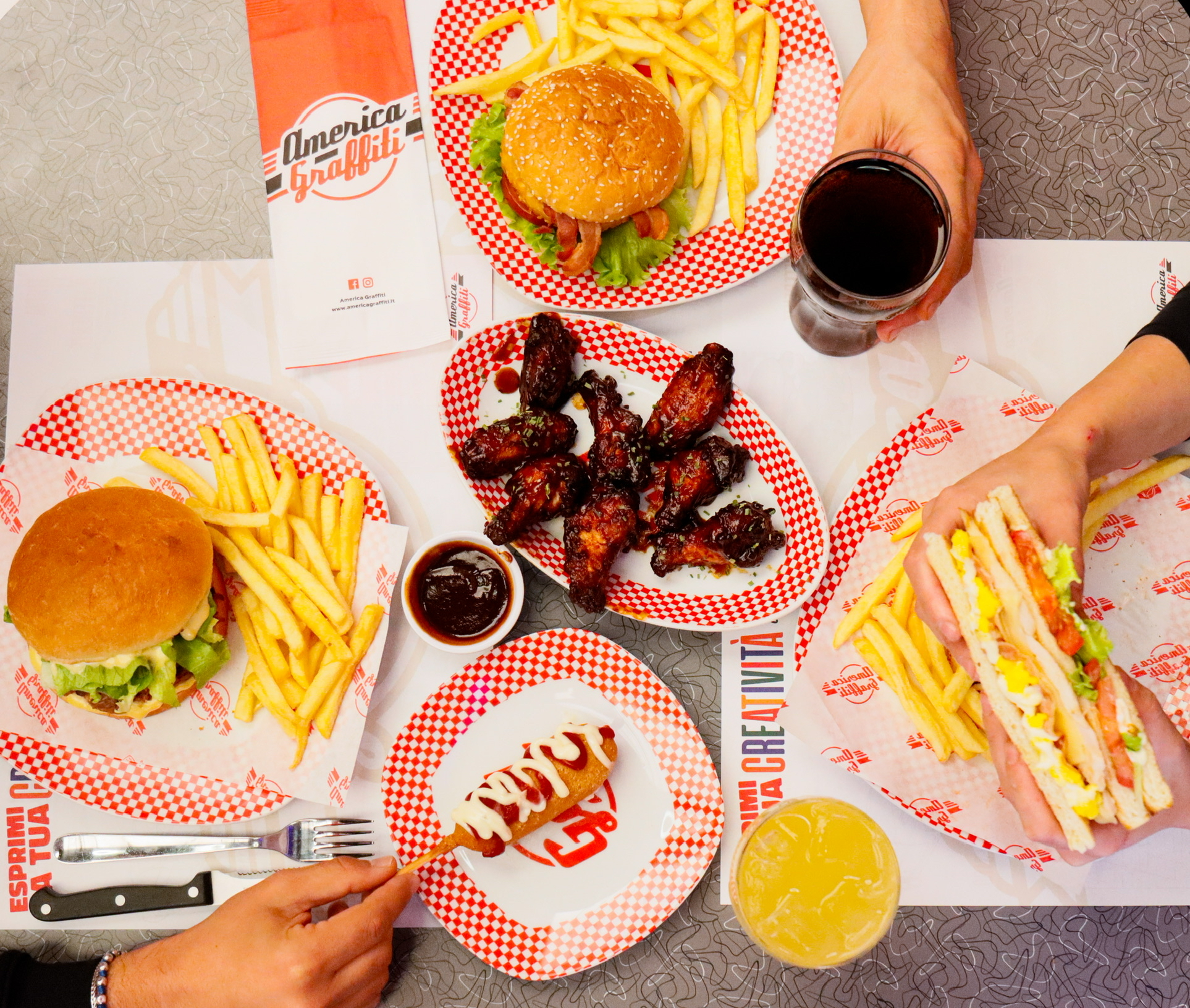
America Graffiti tavolo
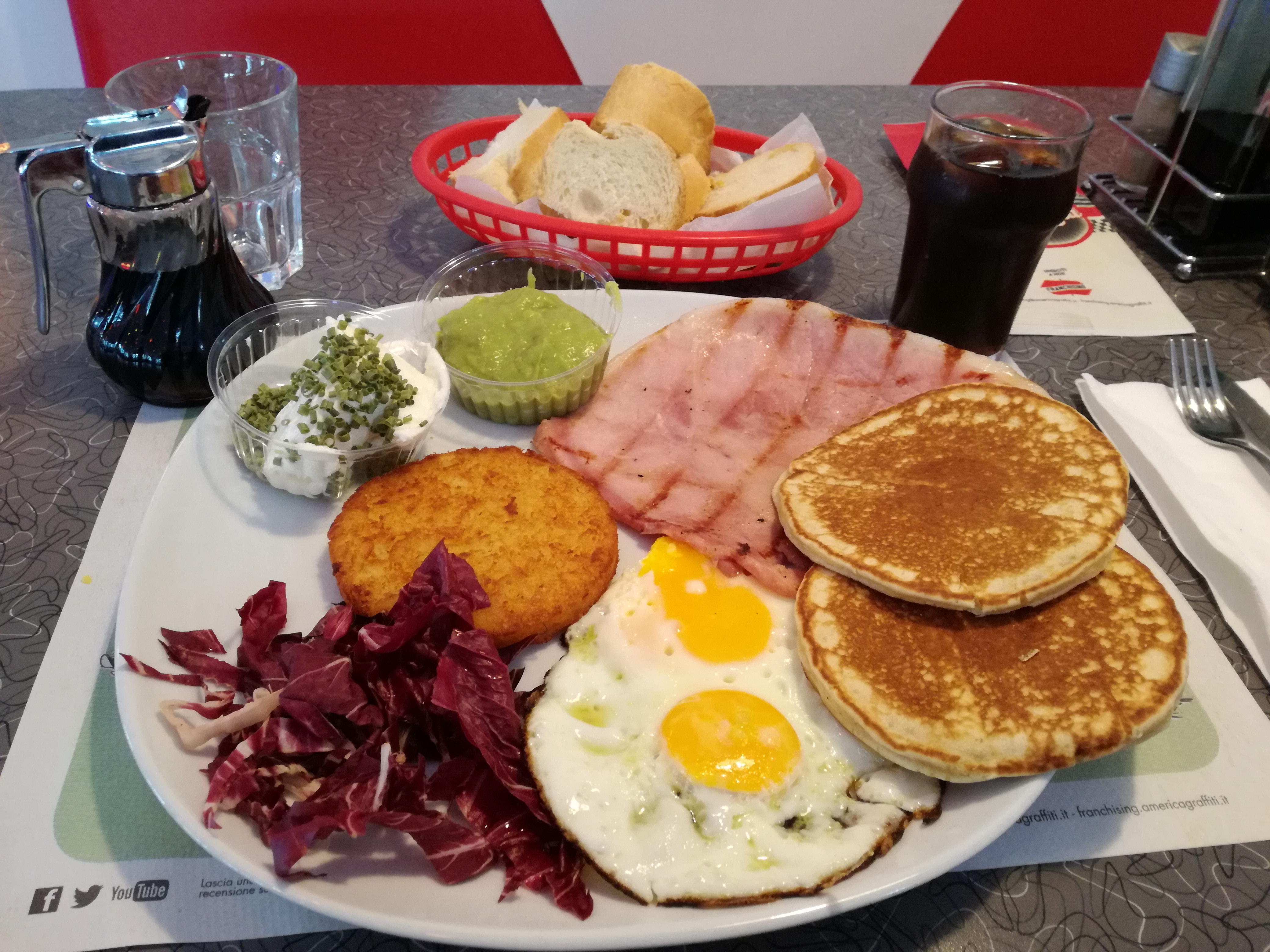
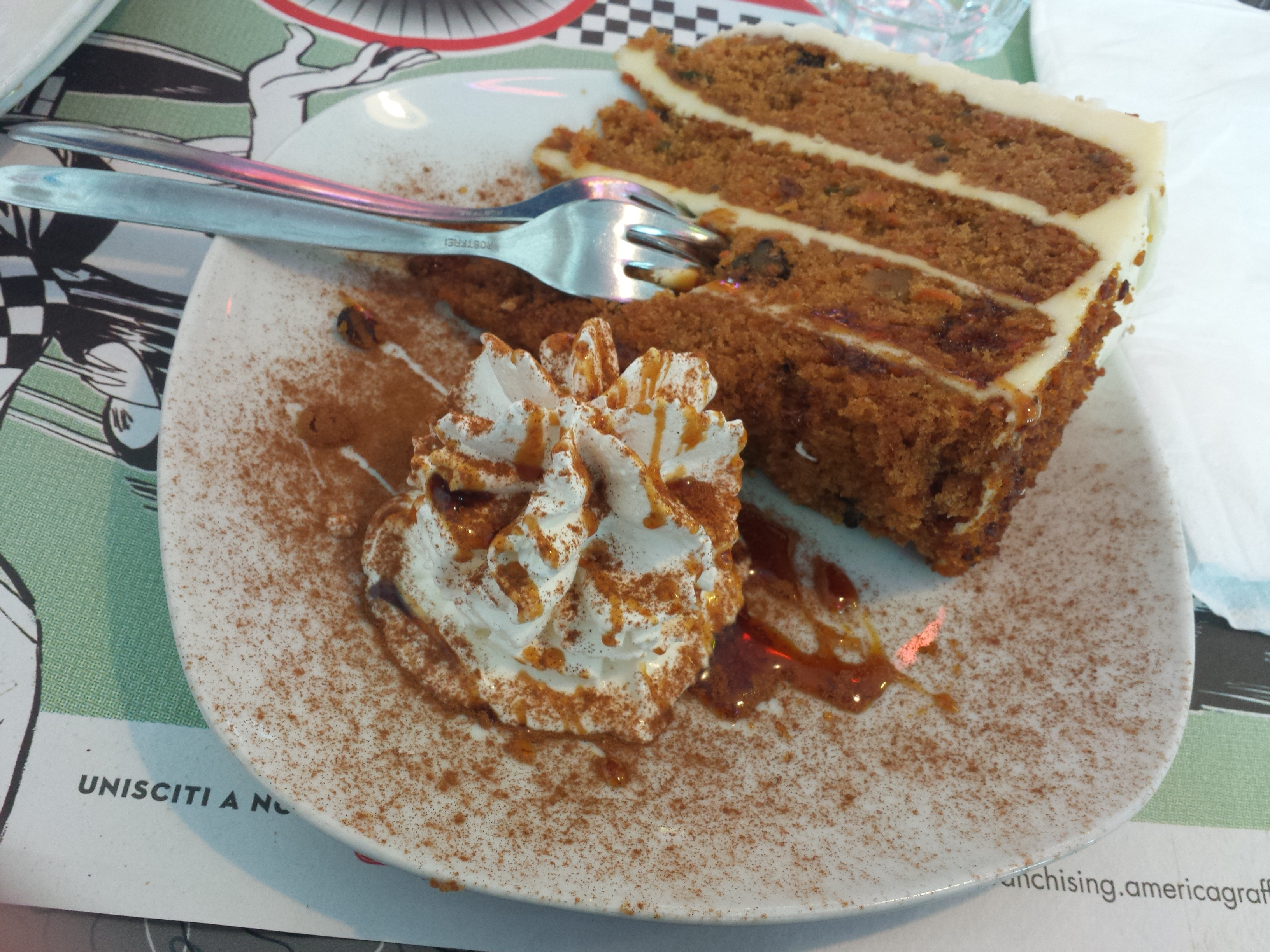
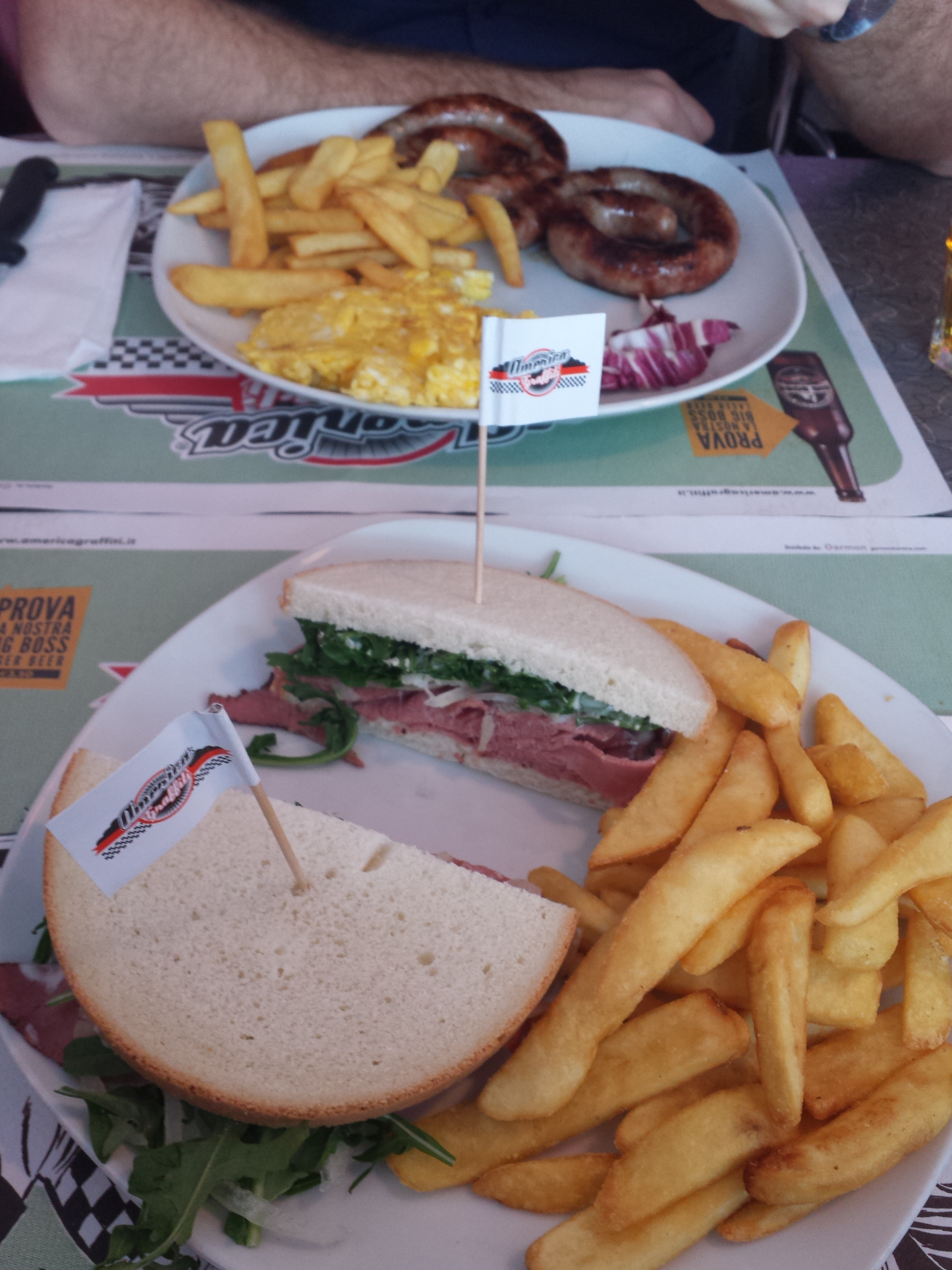
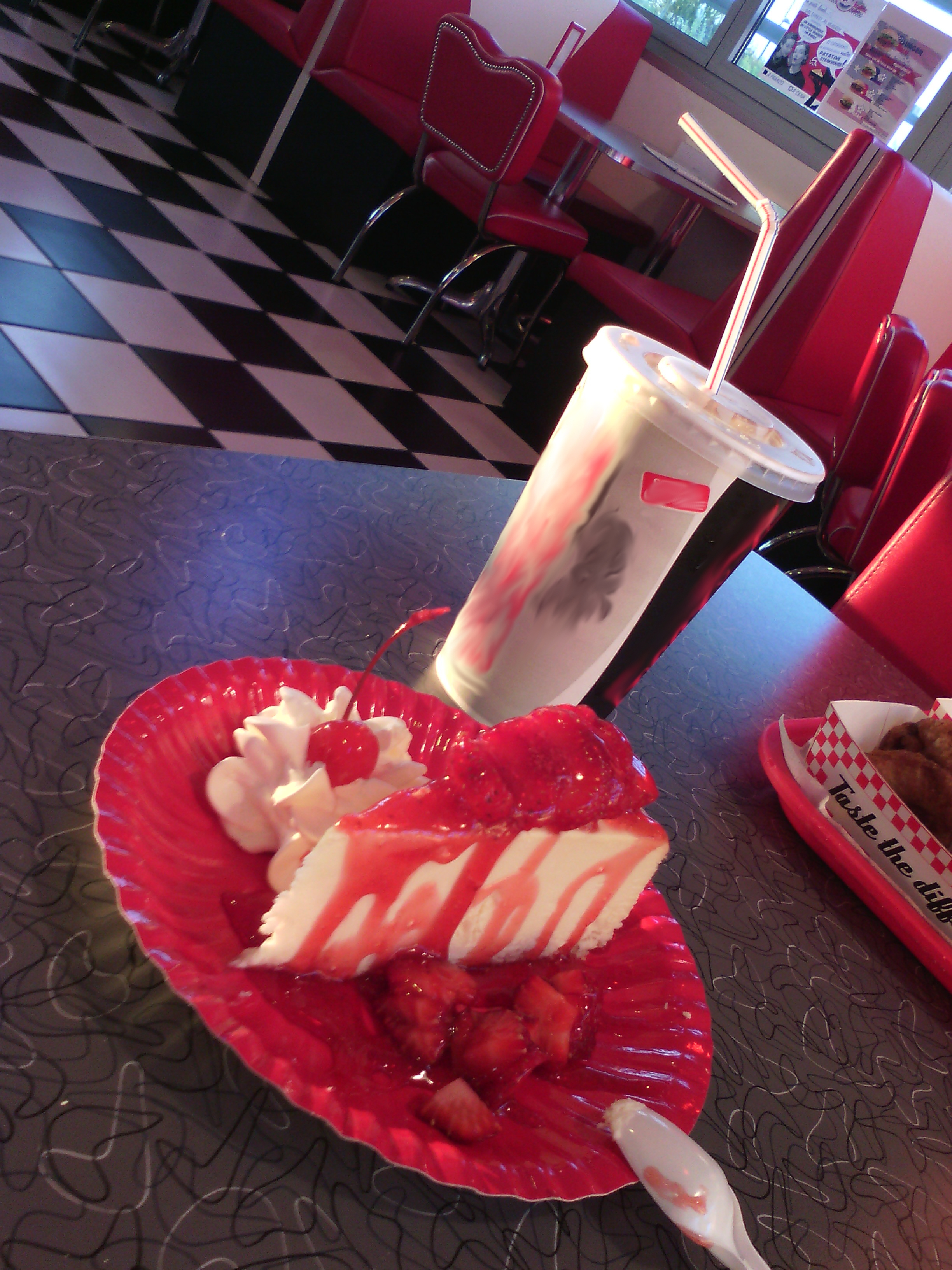